# الكنيسة المسيحية الأولى (كولومبيا، ميسوري)
الكنيسة المسيحية الأولى هي كنيسة تلاميذ المسيح التاريخية التي تقع في 101 شمال شارع العاشر في كولومبيا بولاية ميسوري. صممت بواسطة TN Bell في شيكاغو، إلينوي وبنيت في 1893. تحتوي على ملاذ على الطراز الرومانسكي ريتشاردسونيان يشتمل على برج جرس مربع، وكتلة أفقية ذات جملونات عالية متناقضة، وأقواس دائرية، وأعمال حجرية ثقيلة ومنسوجة للغاية، وأقواس voussoir. صمم المبنى التعليمي من قبل يوجين جروفز وأضيف في عام 1929. هذا هو المبنى الثاني للكنيسة الذي يقف في هذا الموقع. لا يزال المبنى كنيسة عاملة حتى اليوم.
أُضيفت إلى السجل الوطني للأماكن التاريخية عام 1991. تقع في منطقة الفنون بالقرية الشمالية.

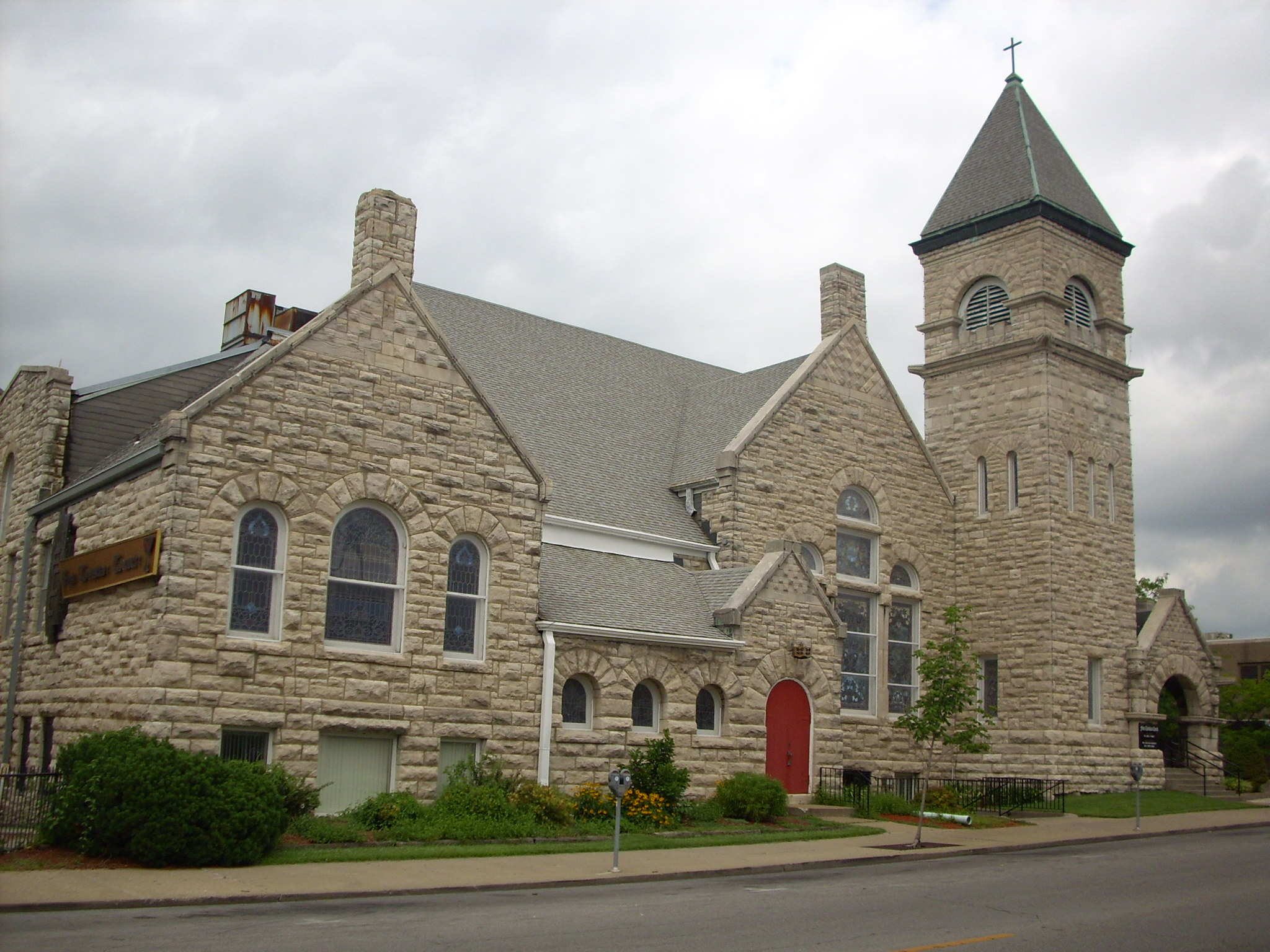